# Tapferkeitsorden (Russland)

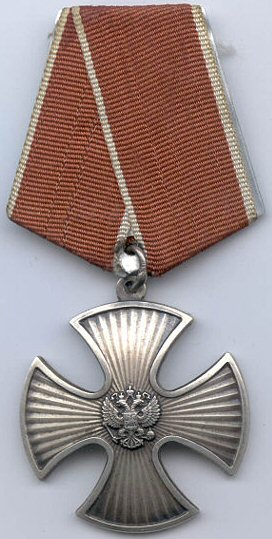
Tapferkeitsorden

Der Tapferkeitsorden (russisch Орден Мужества) ist eine staatliche Auszeichnung Russlands. Er wurde am 2. März 1994 durch Ukas Nr. 442 des Präsidenten der Russischen Föderation gestiftet.

## Statut
Die Auszeichnung wird laut Statut an russische Staatsangehörige verliehen für Selbstlosigkeit, Tapferkeit und Mut während des Schutzes der gesellschaftlichen Ordnung, des Kampfes gegen Kriminalität, der Rettung von Menschen bei Naturkatastrophen, Bränden oder sonstigen Notfällen. Außerdem können diese für mutiges und entschlossenes Handeln unter Lebensgefahr während der Ausübung von militärischen, zivilen oder anderen Dienstpflichten ausgezeichnet werden. Mit dem Orden können ebenfalls Ausländer für Selbstlosigkeit, Tapferkeit und Mut während der Rettung von russischen Staatsbürgern außerhalb der Russischen Föderation bei Naturkatastrophen, Bränden oder sonstigen Notfällen geehrt werden. 
Die Verleihung kann auch posthum vorgenommen werden. Personen, die dreifach mit dem Tapferkeitsorden gewürdigt wurden, können bei weiterem mutigen, selbstlosen oder tapferen Handeln als Held der Russischen Föderation ausgezeichnet werden.

## Beschreibung des Ordens
Der silberne Orden in Form eines Kreuzes mit gleich langen Achsen besitzt einen reliefartigen Rand und radial verlaufende, reliefartig aufgesetzte Strahlen. Im Zentrum ist reliefartig das Wappen der Russischen Föderation dargestellt. Die Rückseite mit reliefartigem Rand zeigt horizontal den ebenfalls reliefartigen Schriftzug „МУЖЕСТВО“ (deutsch „Tapferkeit“) sowie die Seriennummer des Ordens. Der Abstand zwischen den Enden des Kreuzes beträgt 40 mm. Das rote, 24 mm breite Ordensband hat an den Rändern 2 mm breite, weiße Streifen. 
Die 8 mm hohe Bandschnalle hat eine Breite von ebenfalls 24 mm. Auf der Rosette des Tapferkeitsordens ist eine miniaturisierte Darstellung des Ordensabzeichens aus silberfarbenem Metall befestigt. Der Abstand zwischen den Enden des Kreuzes beträgt 13 mm, der Durchmesser der Rosette 15 mm.

## Trageweise

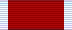
Bandschnalle

Die Auszeichnung wird auf der linken Brustseite und, soweit verfügbar, nach dem Nachimoworden getragen. Zu besonderen Anlässen und zum täglichen Gebrauch an Uniformen wird die Bandschnalle des Tapferkeitsordens ebenfalls nach der Bandschnalle des Nachimowordens angebracht. An Zivilkleidung wird die Rosette des Ordens auf der linken Brustseite getragen.